# 멀티캠퍼스
멀티캠퍼스는 삼성 계열 기업교육 전문 기업으로서 제조, 금융, 유통 등 다양한 분야의 기업에게 인재양성 교육, 컨설팅, 러닝플랫폼 등 통합 HRD 서비스를 제공하고 있다. 2000년 5월 4일 설립, 2006년 11월 16일 코스닥시장 주식 상장, 2016년 3월 ㈜크레듀에서 현재 상호 (주)멀티캠퍼스로 변경하였다.
현재 직무역량 교육, IT특화 교육, 외국어 교육 및 평가(OPIc), 지식서비스(SERICEO) 등의 다양한 교육 서비스를 제공 중이다. 또한 기업 맞춤형 HRD 컨설팅, 콘텐츠 개발, 러닝플랫폼 등 교육지원 서비스도 제공하며 국내 기업의 미래 가치를 창출하는데 기여하고 있다.
특히, IT교육 전문기업으로서 2017년부터 과학기술정보통신부 ‘혁신성장 청년인재 집중양성 사업’과 고용노동부 ‘4차 산업혁명 선도인력 양성사업’ 에 연속 선정되며 국내 대표적인 첨단 IT 교육기관으로서 경쟁력을 꾸준히 인정 받아 왔다.
2020년에는 고용노동부∙교육부∙산업통상자원부∙중소벤처기업부가 공동 주관한 ‘인적자원개발 우수기관 인증기업’으로 선정된 바 있다.

## 사업내용
멀티캠퍼스는 대면·비대면 융복합 기업교육, 외국어 평가·교육서비스, 지식서비스, IT특화교육서비스 등의 다양한 교육서비스 및 기업 맞춤형 HRD 컨설팅, 콘텐츠 개발, 러닝플랫폼 서비스 등의 Total HRD Service를 제공한다.